# سكوت كاسيل
سكوت كاسيل (بالإنجليزية: Scott Cassell)‏ هو لاعب سيرك ‏ أمريكي، ولد في عقد 1960.

## وصلات خارجية
- سكوت كاسيل على موقع IMDb (الإنجليزية)